# Colpophyllia
Colpophyllia is een geslacht van rifkoralen, dat fossiel bekend is vanaf het Eoceen. Er zijn van dit geslacht nog twee recente vertegenwoordigers. De wetenschappelijke naam van het geslacht werd in 1848 voorgesteld door Henri Milne-Edwards & Jules Haime

## Kenmerken
De soorten in dit geslacht zijn kolonievormende organismen. De kolonie heeft een koepelvormige of afgeplatte vorm. Het koraal is bezet met talrijke blazige dissepimenten (steunplaatjes ter versteviging van de skeletbouw). De dicht opeen zittende individuen hebben een gemeenschappelijke wand. Op doorsnee zijn ze vrij langgerekt en verschillend van lengte, de langste hebben een kronkelende vorm. De septa (dunne scheidingswanden in het kalkskelet of -schaal) lopen schuin af naar de dalen. De calices zijn tamelijk diepe, dalvormige inzinkingen, die begrensd zijn door scherpe kamvormige wanden.

## Verspreiding en leefgebied
Dit geslacht leeft op riffen in warme ondiepe zeeën. De normale calyxdiameter bedraagt ongeveer 1 cm.

## Soorten
- Colpophyllia breviserialis Milne-Edwards & Haime, 1849
- Colpophyllia natans (Houttuyn, 1772)

## Nomina dubia
- Colpophyllia gyrosa (Ellis & Solander, 1786), nomen dubium, maar mogelijk = Colpophyllia natans (Houttuyn, 1772)
- Colpophyllia fragilis (Dana, 1846), nomen dubium
- Colpophyllia tenuis Milne-Edwards & Haime, 1849, nomen dubium